# ディオン・マローネ
ディオン・マローネ（Dion Malone、1989年2月13日 - ）は、スリナム・パラマリボ出身のプロサッカー選手。NACブレダ所属。ポジションは、ディフェンダー(RSB)。

## 経歴
2008-09シーズンからアルメレ・シティFC (当時FCオムニワールド)でキャリアをスタート。
2012-13シーズンにADOデン・ハーグに移籍。
2017年6月24日、ガバラFKに移籍。
2018年7月27日、ADOデン・ハーグに復帰。